# William Gibbs McAdoo
William Gibbs McAdoo (Marietta, 31 ottobre 1863 – Washington, 1º febbraio 1941) è stato un avvocato e politico statunitense, segretario al tesoro degli Stati Uniti d'America e senatore.

## Biografia
Nacque dalla scrittrice Mary Faith Floyd (1832–1913) e dall'avvocato William Gibbs McAdoo (1820–1894). Suo zio, John D. McAdoo, era stato generale durante la guerra civile americana e giudice della Corte Suprema del Texas. Iniziò gli studi presso la scuola rurale della città di nascita prima che la sua famiglia si trasferisse a Knoxville, nel 1877, quando suo padre divenne professore della Università del Tennessee.
Si laureò presso l'Università del Tennessee e fu membro della confraternita Kappa Sigma presso la stessa università. Nel 1882 fu nominato vice cancelliere presso la corte distrettuale del distretto orientale del Tennessee. Sposò la sua prima moglie, Sarah Hazelhurst Fleming, il 18 novembre 1885 ed ebbero sette figli: Harriet Floyd McAdoo, Francis Huger McAdoo, Julia Hazelhurst McAdoo, Nona Hazelhurst McAdoo, William Gibbs MacAdoo III, Robert Hazelhurst McAdoo e Sarah Fleming McAdoo.
Divenne avvocato in Tennessee nel 1885 e fece praticantato a Chattanooga. Nei primi anni 1890 perse la maggior parte del suo patrimonio cercando di elettrificare il sistema tranviario di Knoxville . Nel 1892 si trasferì a New York, dove incontrò Francis R. Pemberton, figlio del generale dei Confederati John C. Pemberton. Assieme fondarono la Pemberton and McAdoo, una società di investimenti mobiliari.
Nel 1895 fece ritorno a Knoxville e riprese il controllo di parte della sua società tranviaria fallita che era stata venduta all'asta. Nei mesi successivi si impegnò in una lotta continua con l'imprenditore dell'Ohio, C.C. Howell per il controllo del sistema tranviario della città, culminata in un bizzarro incidente noto come battaglia di Depot Street. Il contenzioso, a seguito di questo incidente, favorì Howell, e McAdoo abbandonò i suoi sforzi nel 1897 e tornò a New York.
Intorno all'inizio del XX secolo, McAdoo assunse la guida di un progetto per costruire un tunnel ferroviario sotto il fiume Hudson per collegare Manhattan con il New Jersey. Un tunnel era stato parzialmente costruito, nel corso degli anni 1880, da Dewitt Clinton Haskin. Con McAdoo come presidente della Hudson and Manhattan Railroad Company, vennero completati due tunnel per passeggeri aperti al pubblico nel 1908. Il popolare McAdoo dichiarò alla stampa che il suo motto era "Che il pubblico sia soddisfatto." Le gallerie sono ora gestite come parte del sistema Port Authority Trans-Hudson (PATH).
La sua prima moglie morì nel febbraio 1912, in quello stesso anno McAdoo divenne vice presidente del comitato nazionale dei Democratici.
Nel marzo 1919 McAdoo fu uno dei fondatori dello studio legale McAdoo, Cotton & Franklin, ora noto come Cahill Gordon & Reindel. Nel 1922 lasciò lo studio per trasferirsi in California per dedicarsi alla carriera politica.

### Segretario al Tesoro
Woodrow Wilson sottrasse McAdoo agli affari dopo il loro incontro nel 1910. Egli iniziò a lavorare per la campagna presidenziale di Wilson nel 1912. Una volta eletto presidente, Wilson nominò McAdoo Segretario al Tesoro, carica che ricoprì nel periodo 1913-1918.
Sposò, in seconde nozze, la figlia di Wilson, Eleanor Randolph Wilson alla Casa Bianca il 7 maggio 1914. Ebbero due figlie, Ellen Wilson McAdoo (1915–1946) e Mary Faith McAdoo (1920–1988). Ellen si sposò due volte ed ebbe due figli. Mary si sposò tre volte, ma non ebbe figli. Il secondo matrimonio di McAdoo terminò con un divorzio nel luglio del 1935, ed egli si sposò per la terza volta con Doris Isabel Cross, nel settembre 1935.
McAdoo offrì di dimettersi quando sposò la figlia del presidente, ma Wilson lo invitò a completare la sua opera di trasformare la Federal Reserve System in una banca centrale. La normativa che la istituiva era stata approvata dal Congresso nel dicembre 1913.
Come capo del Dipartimento del Tesoro, McAdoo si trovò ad affrontare una grave crisi finanziaria alla vigilia e allo scoppio della prima guerra mondiale, nel luglio-agosto 1914. Gli Stati Uniti nel 1914 erano ancora una nazione debitrice netta (cioè, il loro debito aggregato verso gli stranieri era più grande di quello degli stranieri verso gli americani). Le nazioni d'Europa e le loro istituzioni finanziarie possedevano di gran lunga più debito degli Stati Uniti federali, di molti degli Stati dell'Unione e delle istituzioni private americane di tutti i tipi, rispetto a quanto gli investitori degli Stati Uniti possedevano di debito delle nazioni europee e istituzioni in tutte le forme, sia pubbliche che private. Durante l'ultima settimana di luglio del 1914, gli investitori britannici e francesi iniziarono a liquidare le loro partecipazioni in titoli americani in valuta statunitense. Molti di questi investitori stranieri convertirono i loro dollari in oro, come era pratica comune nelle transazioni monetarie internazionali all'epoca, al fine di rimpatriare le loro partecipazioni in Europa. Se ciò fosse continuato, avrebbe impoverito la copertura in oro del dollaro, con il rischio di indurre una depressione dei mercati finanziari americani e dell'economia americana nel suo complesso. In questo modo, gli investitori europei sarebbero stati in grado di acquistare beni e materie prime statunitensi (per il loro sforzo bellico) a prezzi fortemente depressi, che gli americani avrebbero dovuto accettare per far ripartire l'economia da una depressione artificialmente (anche se involontariamente) prodotta. 

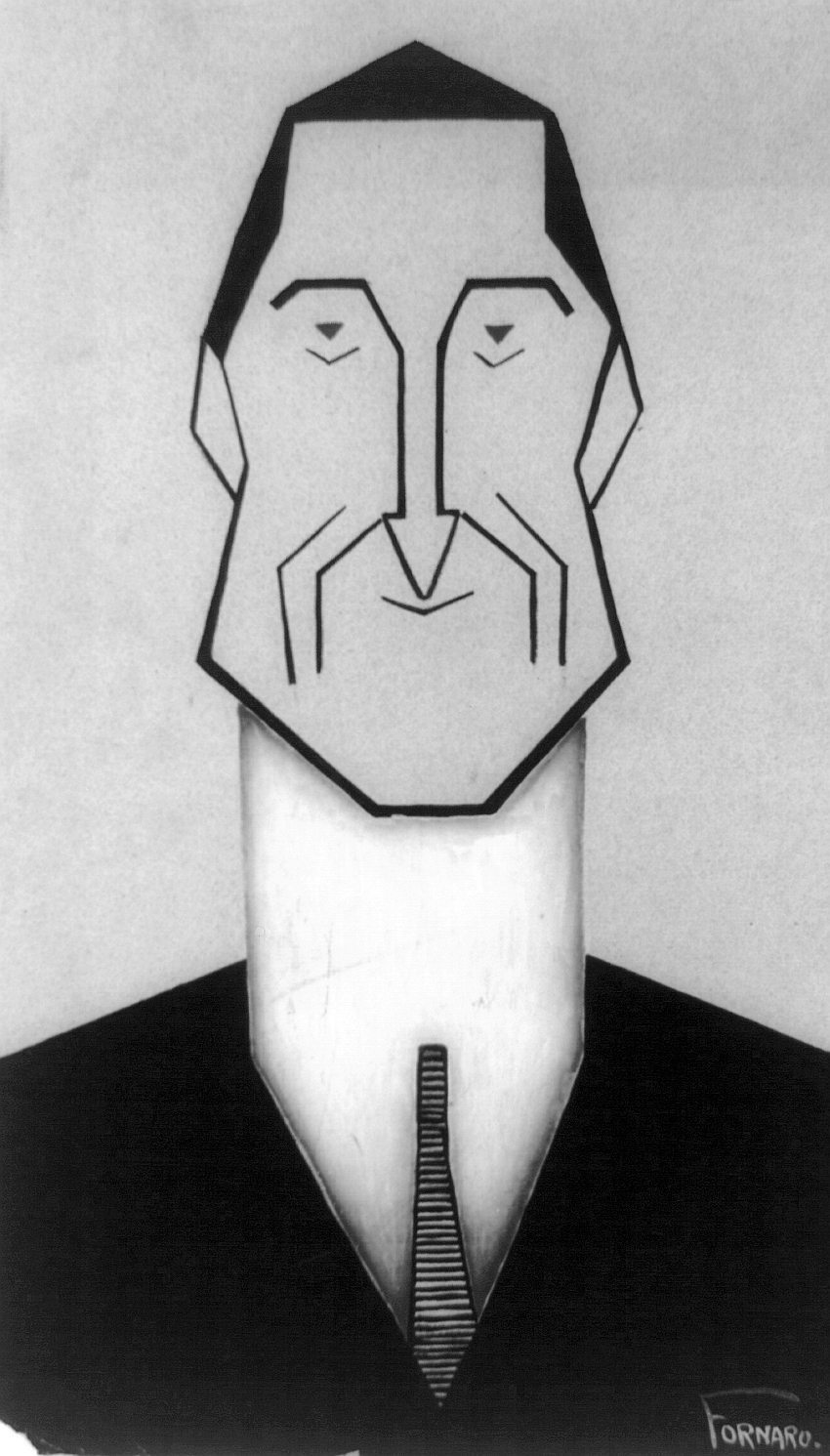
"Un uomo alto con una testa lunga". Puck fumetto del 25 aprile 1914.

L'azione di McAdoo all'epoca fu audace e inaudita. McAdoo mantenne la valuta statunitense nel Sistema aureo e stabilì la chiusura della Borsa di New York per ben quattro mesi, nel 1914, per impedire agli europei la vendita di titoli americani e scambiare il ricavato in oro.
L'economista William L. Silber scrisse che la saggezza e l'impatto storico di questa azione non può essere sottovalutata. L'audace colpo di McAdoo, scrisse Silber, evitò il panico immediato e il crollo dei mercati finanziari e azionari statunitensi. Ma pose anche le basi per un cambiamento storico e decisivo nell'equilibrio globale del potere economico, dall'Europa agli Stati Uniti, un mutamento che si verificò proprio in quel momento. Inoltre, l'azione di McAdoo salvò l'economia statunitense e dei suoi futuri alleati dalla sconfitta economica nelle prime fasi della guerra.
Gli investitori dei paesi belligeranti non ebbero accesso alle loro partecipazioni in attività finanziarie statunitensi all'inizio della guerra a causa dell'azione di McAdoo. Come conseguenza, il Tesoro di quei paesi esaurì rapidamente tutte le consistenze nette in valuta estera (quelle che erano in loro possesso prima che McAdoo chiudesse i mercati), e le riserve auree. Alcuni di essi furono obbligati all'emissione di debito obbligazionario sovrano per pagare i materiali bellici che stavano acquistando sui mercati statunitensi e di altri paesi.
Silber scrisse che il sistema finanziario americano, integro e non danneggiato nei suoi mercati, gestì il flusso e il funzionamento più facilmente di quanto non sarebbe accaduto in assenza delle misure di McAdoo, e che l'industria statunitense si adeguò rapidamente per soddisfare le esigenze di guerra degli alleati. La liquidazione di partecipazioni estere da parte degli Stati Uniti si trasformò in una posizione creditoria netta a livello internazionale verso l'Europa rispetto alla posizione debitoria netta che avevano prima del 1915.
Al fine di evitare il ripetersi delle sospensioni bancarie che afflissero l'America durante il Panico del 1907, McAdoo invocò le disposizioni di emergenza in valuta del 1908 Aldrich Vreeland Act. William Silber diede atto a McAdoo di aver trasformato gli Stati Uniti in una potenza finanziaria mondiale, nel suo libro When Washington Shut Down Wall Street.
Dopo l'ingresso degli Stati Uniti nella prima guerra mondiale, nell'aprile del 1917, venne creata la United States Railroad Administration per coordinare il sistema dei trasporti degli Stati Uniti durante la guerra. McAdoo venne nominato direttore generale delle ferrovie, incarico che mantenne fino al novembre 1918, quando venne firmato l'armistizio che pose fine alla prima guerra mondiale.
Come il presidente Wilson, McAdoo era un segregazionista. Durante il suo mandato come Segretario al Tesoro, applicò la segregazione ancora in vigore negli uffici del ministero del sud anche al nord, benché fossero da molti anni integrati. McAdoo affermò che la segregazione razziale era necessaria per mantenere la serenità all'interno degli uffici del ministero.
Dopo aver lasciato il Gabinetto Wilson, si concentrò sul suo studio legale, che operò come consigliere generale per i fondatori della United Artists. McAdoo partecipò due volte per i Democratici alla candidatura a Presidente degli Stati Uniti, perdendo nei confronti di James M. Cox nel 1920, e contro John W. Davis nel 1924, anche se in entrambe le occasioni era in testa al primo turno.
McAdoo morì di infarto del miocardio a Washington D.C. e venne seppellito nell'Arlington National Cemetery di Arlington, Virginia.

## Opere
- William G. McAdoo, The Challenge. New York: Century Co., 1928.
- William G. McAdoo, Crowded Years: The Reminiscences of William G. McAdoo. Boston, MA: Houghton Mifflin Company, 1931.